# Società Trasporti Urbani
La Società Trasporti Urbani (STU) era un'azienda del gruppo Fiat fondata nel 1935 che si occupò fino al secondo dopoguerra di esercire il trasporto pubblico urbano in alcune città italiane.

## Storia
Lo scenario economico italiano, caratterizzato dall'autarchia resasi necessaria per le sanzioni imposte dalla Società delle Nazioni e dalla conseguente crescita dei gruppi economici nazionali a discapito delle società estere che tradizionalmente avevano investito nel settore del trasporto pubblico locale, indusse nel 1935 la Fiat a fondare una serie di società controllate incaricate della gestione di servizi di trasporto di linea, che avrebbero altresì dato uno sbocco alla propria produzione automobilistica e filoviaria.
In tale contesto nacque la Società Trasporti Urbani (STU), con sede a Milano, diretta concorrente dell'omologa SAER, controllata dalla Società Italiana Ernesto Breda.
Numerose municipalità si rivolsero dunque alle due aziende per affidare la redazione di piani di riforma delle proprie reti tranviarie, che richiedevano ingenti investimenti per i rinnovi di impianti e materiale rotabile, e per affidare la relativa gestione; in molti casi ciò indusse alla scelta di ridurre e infine smantellare tali reti, sostituite da linee autofiloviarie che nel breve periodo apparivano più economiche e dunque consentivano di remunerare più facilmente il capitale.
Nel periodo successivo alla seconda guerra mondiale le politiche di municipalizzazione dei servizi comportarono l'estromissione delle società private dalla maggior parte dei servizi urbani, portando gradualmente all'abbandono del segmento anche da parte della Fiat, che chiuse la STU alla fine degli anni cinquanta, concentrando l'attività di esercizio del trasporto di linea in altre controllate quali la Società Trasporti Elettrici Liguri (STEL), che eserciva la rete filoviaria di Sanremo, e soprattutto la Società Italiana Trasporti Automobilistici (SITA).

## Reti esercite

### Firenze
Con il fallimento della Società dei Tramways Fiorentini, azienda di diritto belga che dal 1879 operava il trasporto pubblico cittadino, nel 1934 il Comune di Firenze acquisì tutti i materiali e impianti tranviari affidando l'anno successivo alla STU l'attuazione di un programma di potenziamento della rete che prevedeva la progressiva diffusione dei filobus e degli autobus, pur mantenendo parte della rete tranviaria per la quale il Comune stesso si era impegnato a finanziare il rinnovamento.
Tale progetto fu rallentato dalla seconda guerra mondiale guerra, al termine della quale vennero ripristinati i servizi tranviari; dal 1º gennaio 1946 il servizio municipalizzato con la costituzione dell'Azienda Tranvie ed Autofilovie Fiorentine (ATAF).

### Livorno
Nel 1935 il Comune di Livorno, che era entrato in possesso di materiale e impianti della rete tranviaria cittadina, affidò alla Fiat con una convenzione della durata di 15 anni l'intera gestione del trasporto pubblico cittadino. Questa, che aveva facoltà di delegare a terzi il servizio, optò per il totale smantellamento delle tranvie e la costruzione di una rete filoviaria completata con alcune linee automobilistiche sussidiarie.
L'esercizio delle filovie fu dunque affidato alla controllata STU, mentre le autolinee vennero date in gestione alla analoga società di scopo denominata Compagnia Autobus di Milano (CAM), società che cessò l'attività durante la seconda guerra mondiale conferendo le proprie competenze alla stessa STU.
Alla conclusione della convenzione con la Fiat venne decisa la costituzione di un'azienda municipale per la gestione dei servizi urbani che, con il nome di Azienda Trasporti Autofiloviari Municipali (ATAM) assunse l'esercizio delle reti il 1º gennaio 1950.

### Ferrara
In virtù di una convenzione stipulata tra il Comune di Ferrara e la Fiat, il 29 luglio 1938 a tale azienda fu affidata la concessione dei servizi di trasporto pubblico a nella città estense, l'esercizio dei quali venne dunque affidato alla controllata Società Trasporti Urbani la quale il mese prima era provvisoriamente subentrata alla Società Anonima Ferrarese Trazione Forza e Luce (TFL).
La STU presentò quindi il progetto per la realizzazione di una rete filoviaria destinata a sostituire le tranvie cittadine, che entrò in servizio nel 1940.
Nel 1949 il Comune valutò positivamente l'ipotesi di acquisire direttamente la gestione dei servizi, acquisendo dunque nel 1952 dalla STU tutti i veicoli e i materiali che vennero conferiti alla neonata azienda speciale denominata Azienda Trasporti Auto filoviari Municipali (ATAM).